# Nina Bielicz
Nina Bielicz właśc. Nadieżda Połtyszewska, ps. „J. Świrska” (ur. ok. 1905, zm. 10 września 1937 w Warszawie) – rosyjska aktorka i piosenkarka.

## Życiorys
Do Polski przybyła w 1925 z Kijowa. Występowała w warszawskich teatrach, m.in. Qui Pro Quo, Olimpia i Czerwony As (1927-1928), teatrze rewiowym na ul. Chłodnej i w Instytucie Propagandy Sztuki, a także w kawiarniach, akompaniując sobie na gitarze. Wykonywała repertuar kabaretowy oraz romanse rosyjskie i cygańskie, śpiewając po polsku i rosyjsku. Od 1927 nagrywała dla wytwórni Syrena Rekord.

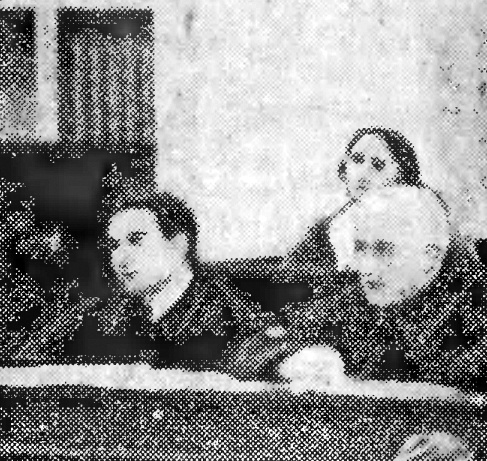
Proces o zabójstwo Niny Bielicz w listopadzie 1937: oskarżona Inna Zielecka siedzi w drugim rzędze za obrońcami

Była małżonką aktora Jan Dobosza-Bielicza (1893-1950), z którym rozwiodła się i formalnie powróciła do nazwiska Połtyszewska. W rosyjskim teatrze poznała inżyniera Białogórskiego, wdowca i pracownika jednych z urzędów państwowych, do tej pory związanego uczuciowo z aktorką rosyjskiego pochodzenia, Inną Zielecką, występującą w Rosyjskim Studium Dramatycznym i w Teatrze Studio. Zakochała się w nim, w związku z czym mężczyzna porzucił Zielecką, natomiast ta w konsekwencji najpierw próbowała popełnić samobójstwo, a ostatecznie we wrześniu 1937 udała się do mieszkania ukochanego. Zastała tam Bielicz, z którą udała się do biura inżyniera, a w drodze na ul. Targowej i zaistniałej wymianie zdań oddała postrzeliła ją czterokrotnie z rewolweru.  Ranna została przewieziona do Szpitala Praskiego pw. Przemienienia Pańskiego, gdzie początkowo jej stan uznano za niegroźny, jednak po czterech dniach zmarła 10 września 1937.
W listopadzie 1937 przed Sądem Okręgowym w Warszawie toczył się proces zabójczyni. Inna Zielecka została skazana na karę 3 lat pozbawienia wolności. Wyrok uprawomocnił się w lutym 1938.